# Megumi Ogawa
Megumi Ogawa (小川 恵, Ogawa Megumi) is een Japans voormalig voetbalster.

## Carrière
Ogawa speelde voor Iga FC Kunoichi.
Ogawa maakte op 17 december 2000 haar debuut in het Japans vrouwenvoetbalelftal tijdens een vriendschappelijke wedstrijd tegen de Verenigde Staten.

## Statistieken
| Japans vrouwenvoetbalelftal | Japans vrouwenvoetbalelftal | Japans vrouwenvoetbalelftal |
| Jaar                        | Wed.                        | Dlp.                        |
| --------------------------- | --------------------------- | --------------------------- |
| 2000                        | 1                           | 0                           |
| Totaal                      | 1                           | 0                           |